# Liechtenstein w Konkursie Piosenki Eurowizji
Liechtenstein nigdy nie wziął udziału w Konkursie Piosenki Eurowizji, jednak próbował dostać się na listę uczestników w 1976 roku. Obie próby skończyły się niepowodzeniem. Mieszkańcy kraju mają możliwość oglądania transmisji konkursu na szwajcarskich, austriackich lub niemieckich stacjach telewizyjnych. 

## Historia Liechtensteinu w Konkursie Piosenki Eurowizji
Próbę występu reprezentant Liechtensteinu miał podjąć przed 21. Konkursem Piosenki Eurowizji organizowanym przez Holandię w 1976. Kraj miała reprezentować Biggi Bachman z utworem „Little Cowboy”. Zabrakło jednak publicznego nadawcy, który mógłby transmitować finał konkursu.
15 sierpnia 2008 stacja licencjonowana i opłacana przez rząd Liechtensteinu 1 Fürstentum Liechtenstein Television (1FLTV) została pierwszym nadawcą publicznym w kraju. Państwo mogło wówczas ubiegać się o udział w 53. Konkursie Piosenki Eurowizji. Warunkiem decydującym było wtedy przystąpienie do EBU. 1FLTV oznajmił jednak, że nie jest tym zainteresowany, a w konkursie nie wystąpi z powodu braku środków finansowych.
W lipcu 2009 nadawca ogłosił chęć członkostwa w EBU oraz zadebiutowania podczas 55. Konkursu Piosenki Eurowizji, który odbył się w Oslo. Dyrektor zarządzający 1FLTV Peter Kölbel poinformował, że telewizja ma w  planach rozwój oraz stworzenie programu na wzór Deutschland sucht den Superstar. W listopadzie nadawca postanowił przełożyć przygotowania na kolejny rok ze względów finansowych.
W kwietniu 2010 pojawiły się doniesienia, że 1FLTV planuje złożyć wniosek o członkostwo w EBU przed rozpoczęciem lata w 2010 oraz zamierza wziąć udział w 56. Konkursie Piosenki Eurowizji organizowanym przez Niemcy. Kraj nie pojawił się jednak na oficjalnej liście uczestników konkursu.
26 listopada 2011 opublikowano dwa oficjalne dokumenty EBU, które wykazały, że krajowemu nadawcy Liechtensteinu udzielono aktywnego członkostwa w organizacji, dzięki czemu państwo mogło zadebiutować podczas 57. edycji konkursu. Trzy dni później okazało się jednak, że 1FLTV nie został członkiem EBU, przez co udział w konkursie stał się niemożliwy. Z powodu braku środków finansowych kraj postanowił nie brać udziału również w 58. i 59. Konkursie Piosenki Eurowizji. Państwo nie wystąpiło również w 2015 roku.
W 2018 nadawca 1FLTV oznajmił, że złoży wniosek do włączenia do Europejskiej Unii Nadawców, co umożliwiałoby debiut w konkursie w 2019, lecz proces został przerwany przez śmierć szefa nadawcy publicznego – Petera Kölebela.
Mimo że 1FLTV obecnie nie zamierza ubiegać się o członkostwo EBU, w maju 2024 poinformowano, że zamierza tego dokonać radiowy nadawca publiczny Radio Liechtenstein w celu debiutu na konkursie w 2025 roku.